# Nikolai Alexandrowitsch Ladowski

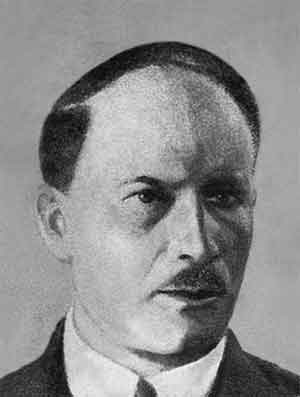
Nikolai Alexandrowitsch Ladowski

Nikolai Alexandrowitsch Ladowski (russisch Никола́й Алекса́ндрович Ладо́вский; * 1881 in Kotelnja, Wolhynien, Ukraine; † 18. Oktober 1941 Moskau) war ein russischer Architekt und Hochschullehrer. Als Hochschullehrer an der WChUTEMAS, Gründer der ASNOWA und Hauptvertreter des Rationalismus gilt er als einer der wichtigsten Architekten der Moderne in Russland.

## Leben
Ladowski wurde jüdischer Konfession geboren. Er wechselte später zum evangelisch-lutherischen Glauben. Er wuchs ohne Familie auf. Seinen Schulabschluss machte er 1898. Aufgrund dieses Konfessionswechsels war es ihm möglich, in Moskau zu studieren, was Juden zu dieser Zeit verboten war. Er arbeitete 15 Jahre auf Baustellen und vier Jahre als Pilot. Mit 36 Jahren erhielt er sein Diplom für Architektur.
Ladowski arbeitete nach dem Schulabschluss 1898 im Baubereich und gewann bereits Architekturwettbewerbe mit drei Projekten in Perm, Blagoweschtschensk und Ananjiw, die jedoch nicht realisiert wurden. Ab 1907 arbeitete er in St. Petersburg. Er begann 1914 das Architekturstudium an der Moskauer Hochschule für Malerei, Bildhauerei und Architektur und erhielt 1917 sein Abschlussdiplom. 1918 nach der Oktoberrevolution arbeitete er in der Architekturwerkstatt des Moskauer Stadtsowjets unter der Leitung des Oberbaumeisters Iwan Scholtowski und des Obermeisters Alexei Schtschussew. Aus Unzufriedenheit mit der Ausrichtung der Architekturarbeit opponierte er gegen Scholtowski.

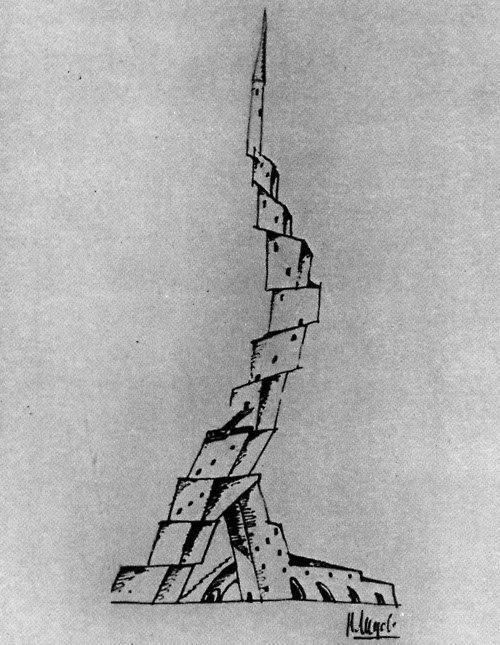
N. Ladowski. Architektonische Skizze. 1919

1919 gründete Ladowski mit anderen Architekten und einem Bildhauer die Kommission zur Bearbeitung der Probleme der Synthese von Malerei, Bildhauerei und Architektur der gerade gegründeten Abteilung ISO (Bildende Kunst) des Volkskommissariats für Bildungswesen. Ladowski beteiligte sich an Diskussionen der Entwicklung von Architektur und Kunst, des allgemeinen Problems der Formgebung und der räumlichen Aspekte der Architektur. Er entwickelte zahlreiche Projekte, in denen er mit einem dynamischen Ansatz experimentierte. Deutlich distanzierte er sich vom nihilistischen Flügel der Konstruktivisten. 1920 wurde eine Ausstellung der Arbeiten der Kommissionsmitglieder durchgeführt als erste öffentliche Demonstration der innovativen Architekturrichtungen. Den stärksten Eindruck auf die Teilnehmer und Besucher der Ausstellung machten Ladowskis Arbeiten, so dass der bisher unbekannte Ladowski nun als Anführer der neuen Architekturrichtung und origineller Gegner des von Scholtowski angeführten Klassizismus angesehen wurde.
Ab 1920 lehrte Ladowski als zentrale Person der Rationalisten an der WChUTEMAS. Dabei propagierte er auch psychoanalytische Methoden. 1923 gründete er die Assoziation neuer Architekten (ASNOWA), deren Vorsitzender er wurde. Der erste große Erfolg der Gruppe war der Gewinn des Wettbewerbs 1924 für den Bau des Internationalen Roten Stadions auf den Sperlingsbergen. 1925 plante Ladowski zusammen mit El Lissitzky eine Wohnanlage in Iwanowo mit Wohnblöcken, die aus Kostengründen im Winkel von 120° miteinander verbunden waren. Eine solche Anlage mit 12 Segmenten wurde in Moskau realisiert. 1928 gründete Ladowski die ARU, die Vereinigung der Architekten und Urbanisten. Schaffensgrundlage war das Prinzip der Entwicklung neuer freier Formen aus den Stilelementen früherer Epochen. Er entwickelte 1929 das Planungsschema Die Entwicklungsstadt, das das evolutionäre Stadtwachstum und die anschließende Rekonstruktion berücksichtigt, die sogenannte Ladowski-Parabel. Im Gegensatz zum Zonenmodell sollten entlang eines Radius vom Zentrum aus hufeisenförmige Wohnanlagen gebaut werden, um Hochhäuser im Zentrum und Verkehrskonzentration zu vermeiden. Dieses Konzept wurde in der damaligen Sowjetunion nicht akzeptiert, aber später von Konstantinos A. Doxiadis aufgegriffen. Immerhin war Ladowskis Städteplanung ein früher Vorläufer des viel späteren Generalplans der Rekonstruktion Moskaus.
Trotz der Einführung des Sozialistischen Klassizismus nach 1932 beauftragte der Moskauer Stadtsowjet Ladowski mit der Leitung der 5. Planungskommission zur Neuplanung der Moskauer Bezirke Samoskworetschje und Jakimanka. Ladowskis Plan sah eine breite Allee mit hohen Wohnblöcken anstelle des engen Straßennetzes mit den historischen Gebäuden vor. Wegen der hohen Kosten und des späteren Deutsch-Sowjetischen Krieges wurden die Pläne nie realisiert.
1928–1931 baute Ladowski eine große Wohnanlage in Moskau, die jedoch unter erheblicher Änderung seiner Pläne umgesetzt wurde. 1934–1935 baute er das Portal und die Bahnsteighalle der Station Dserschinskaja (heute Lubjanka) der Metro Moskau. 1935 baute er die südliche Eingangshalle der Metro-Station Krasnyje Worota (Rote Tore).
Ladowski starb durch Suizid.

## Bauwerke

Bahnsteig der Moskauer Metro-Station Dserschinskaja (heute Lubjanka)

Ladowski realisierte nur zwei Bauwerke, ein weiteres wurde verändert nach seinen Plänen ausgeführt.
- 1928–31 Wohnblock an der Twerskaja-Straße (erhebliche Änderung seiner ursprünglichen Pläne)
- 1935 Metrostation Krasnyje Worota (nur Portal)
- 1934–35 Metrostation Dserschinskaja (heute Lubjanka) (Portal und Bahnsteige)